# L'Éducation de l'homme moderne
L'Éducation de l'homme moderne (titre original : L'Educazione in Europa, 1400-1600. Problemi e programmi) est un essai du philosophe et historien des idées italien Eugenio Garin, paru en italien en 1957 et traduit en français en 1968. L'auteur s'attache à replacer dans leur contexte historique et culturel les grandes conceptions de l'éducation humaniste de la Renaissance, qui s'inscrivent en rupture contre l'époque médiévale et qui déterminent une nouvelle image de l'homme.  

## Présentation

### Plan de l'ouvrage
1. Introduction
2. Certains caractères de l'éducation au Moyen Âge
3. La polémique contre la culture médiévale
4. Le renouvellement de la culture et de l'éducation dans l'humanisme. Orientations et méthodes
5. Écoles et maîtres italiens
6. L'humanisme en Europe
7. Humanisme et Réforme
8. Idéaux pansophiques et encyclopédiques
9. Vers un humanisme « concret »
10. Épilogue : les Anciens et les Modernes

### Résumé

#### Introduction
L'introduction se compose de quatre points, qui indiquent tous un basculement du Moyen Âge à la Renaissance :
1. Contre les enseignements jugés obscurs de la scolastique, l'enseignement humaniste revient aux textes antiques et au latin classique.
2. Contre la conception figée et pécheresse de l'homme, l'humanisme développe une nouvelle conception de l'humanité fondée sur le progrès, replaçant ainsi l'éducation au centre des préoccupations.
3. Contre le dévoiement des études médiévales, l'éducation humaniste redonne tout son sens à l'expression « études libérales » pour désigner la formation intellectuelle et morale de l'homme libre.
4. Contre les méthodes scolastiques (rhétorique, syllogistique, apprentissage par cœur), l'éducation humaniste offre une nouvelle façon d'aborder le champ du savoir, à la fois théorique et pratique.

#### Trois premiers chapitres
Garin commence par rappeler certains traits caractéristiques de la culture et de l'éducation au Moyen Âge. Son ambition est de montrer la distance qui sépare l'éducation médiévale de la nouvelle éducation humaniste de la Renaissance. Dans le chapitre « La polémique contre la culture médiévale », il insiste sur trois formes de changements dans la conception de l'éducation à la Renaissance. D'abord, la lettre de Gargantua à Pantagruel (au chapitre 8 de Pantagruel de François Rabelais) montre que l'humanisme renouvelle les méthodes de l'éducation en critiquant les dérives de l'enseignement médiéval, formel et ténébreux selon Gargantua. Ensuite, l'auteur montre que la redécouverte des textes anciens de l'Antiquité a pour but un perfectionnement humain pratique et non une accumulation de connaissances théoriques. Enfin, le renouveau des études libérales et la notion nouvelle de studia humanitatis révèlent que l'éducation humaniste se donne pour but la formation littéraire et morale de l'homme libre. Dans le chapitre suivant, Garin expose les principaux contenus du renouvellement humaniste de l'éducation : la défense de la poésie, le retour aux Anciens, l'étude du latin, le débat sur la notion d'imitation.

#### Chapitres suivants
Garin adopte une perspective plus historique et moins thématique dans la seconde partie de l'ouvrage. 
Il commence par y étudier l'humanisme italien des XIVe et XVe siècles, quand les nouvelles écoles urbaines remettent au goût du jour les studia humanitatis et que les érudits italiens écrivent des traités d'éducation pour défendre la nouvelle conception de l'étude et de l'homme. Au tournant des XVe et XVIe siècles, après leur développement en Italie, les idéaux humanistes s'exportent en Europe. Cela donne lieu à la nouvelle figure de l'humaniste européen, incarnée par Érasme. Pour Garin, Érasme est tiraillé entre la volonté de rompre avec la pédanterie médiévale (l'accumulation de savoir théorique) et l'ambition d'étudier la grammaire et les langues (c'est-à-dire les auteurs antiques, le grec et le latin) dans la perspective des studia humanitatis.
Ensuite, l'idéal des premiers humanistes s'affaiblit pour des raisons historiques, culturelles et religieuses. Garin analyse le processus culturel consécutif à la Réforme protestante comme une remise en cause des principes de l'éducation humaniste. Martin Luther reproche en effet à l'humanisme ce que l'humanisme avait reproché à la scolastique : un contenu vide, une pure forme, un raffinement excessif, un pédantisme, voire un élitisme. Pour tenter de comprendre cette critique, Garin oppose les idéaux humanistes (la formation de l'homme, donc de tout homme, dans une perspective quasi universaliste) à la réalité de l'enseignement humaniste (une érudition des classes les plus aisées de la société). Pour Garin, se joue historiquement autour de la Réforme l'affrontement entre le savoir et la foi, entre les sciences humaines et la théologie. Pourtant, les protestants n'abandonnent pas tous les principes humanistes. Le théologien Philippe Melanchthon, proche de Luther, veut concilier la foi protestante et l'enseignement humaniste des studia humanitatis. La critique de la scolastique, la méthode philologique et la prétention à éduquer tout homme sont des thèmes humanistes utilisés par les protestants contre les catholiques. En retour, l'Église catholique utilise la redécouverte des auteurs de l'Antiquité pour christianiser ces auteurs. L'ambition des catholiques (notamment des Jésuites) est en effet de christianiser l'humanisme pour lutter contre l'humanisme libéral des protestants.

## Analyse et commentaires

### L'éducation humaniste
Garin fonde son exposé des doctrines pédagogiques de la Renaissance sur une analyse plus globale de l'humanisme, c'est-à-dire de la nouvelle conception de l'homme qui apparaît à la Renaissance. Garin parle d'un « réveil culturel », d'une « affirmation renouvelée de l'homme, des valeurs humaines, dans les différents domaines qui font des arts à la vie civile ». L'éducation humaniste, en rupture avec l'éducation scolastique médiévale, est désormais susceptible d'intéresser tout le monde. La transmission culturelle acquiert une valeur universelle. Garin écrit : « l’éducation humaniste se présente comme une reconsécration de l’homme, de sa vie dans le monde, dans la cité terrestre, de ses passions, de tout ce qui en lui est charnel, corporel, fruit de la nature. » Dans son ouvrage La Renaissance, Garin montre comment l'humanisme renouvelle le contenu de l'enseignement, ses méthodes, ses objectifs et son public, tout en ayant conscience d'être en rupture avec l'enseignement scolastique médiéval. L'éducation humaniste réhabilite la lecture et l'étude des Anciens en vue d'un intérêt et non pour elles-mêmes : « On lit les Anciens pour trouver en eux la confirmation et l’annonce de cette unique vérité qui est notre vérité ».

### La méthode historiciste
Après les travaux de Benedetto Croce et d'Antonio Gramsci, Eugenio Garin défend et applique une méthode rigoureuse fondée sur la recherche historique, l'approche philologique, et l'interdisciplinarité. On peut qualifier cette méthode d'historicisme, même si Garin était conscient des dérives possibles de l'explication de tous les phénomènes par leur contexte historique. C'est cette méthode qui permet à Garin d'étudier la Renaissance en historien des idées, au-delà des barrières disciplinaires qu'impose par exemple la philosophie.

### Critiques
Selon le philosophe Jean-Dominique Robert, l'ouvrage de Garin est un « excellent volume » destiné à la vulgarisation de la recherche historique. Faisant preuve « d'érudition et de maîtrise », Garin porte un regard nuancé sur l'opposition entre humanisme et scolastique, entre Renaissance et Moyen Âge, interrogeant la continuité entre les deux. 
Selon l'historien Jean-Louis Flandrin, l'ouvrage de Garin est un essai historique non exhaustif, « qui n'a pas pour intention de tout dire de l'humanisme et de sa pédagogie ». Pour l'historien, même si Eugenio Garin « fait autorité en la matière », il privilégie une certaine approche qui révèle un parti pris problématique  considérant l'humanisme comme une rupture nette avec la scolastique médiévale et en séparant « ses traits progressistes des traits négatifs qu'il présente comme autant de germes de dégénérescence ». La force de l'ouvrage réside dans son introduction, dans la capacité de synthèse de l'auteur, ainsi que dans la présentation de quelques « belles figures de pédagogue humaniste ». 
Plus récemment, le philosophe Denis Kambouchner considère que l'ouvrage de Garin reste « instructif et exemplaire » malgré le fait qu'il n'est plus à jour dans l'état de la recherche. Pour Kambouchner, Garin synthétise une riche réflexion « sur le destin de l’éducation humaniste dans l’histoire de l’enseignement ».

## Citations
- « la vie que tu endure n'est pas celle que tu vis »[11]
- « À une perspective sub specie aeternitatis se substitue une appréciation des éléments dans leur évolution, des individus dans la vie qui les anime et dans leurs aptitudes à s’améliorer ; saisir leurs démarches pour les orienter est une exigence qui exprime une profonde révolution dans la pensée. [...] À la base de cette nouvelle façon d’éduquer les hommes, il y a la préoccupation de former la jeunesse en l’aidant à susciter elle-même ses énergies naturelles, mais sans la conditionner, sans la contraindre à agir à l’intérieur de cadres rigides et de formules imposées. »[12]
- « On ne peut parler d’éducation humaniste que dans une société d’hommes libres. »[13]

### Liens connexes
- Eugenio Garin
- Renaissance
- Renaissance italienne
- Humanisme de la Renaissance
- Histoire de l'éducation
- Philosophie de l'éducation